# Garganta de los Montes
Garganta de los Montes é um município da Espanha na província e comunidade autónoma de Madrid, de área 39,66 km² com população de 392 habitantes (2007) e densidade populacional de 8,98 hab/km².

## Demografia
| Variação demográfica do município entre 1991 e 2004 | Variação demográfica do município entre 1991 e 2004 | Variação demográfica do município entre 1991 e 2004 | Variação demográfica do município entre 1991 e 2004 |
| --------------------------------------------------- | --------------------------------------------------- | --------------------------------------------------- | --------------------------------------------------- |
| 1991                                                | 1996                                                | 2001                                                | 2004                                                |
| 302                                                 | 329                                                 | 320                                                 | 356                                                 |